# Anabasis eriopoda
Anabasis eriopoda är en amarantväxtart som först beskrevs av Alexander Gustav von Schrenk, och fick sitt nu gällande namn av George Bentham och Georg Ludwig August Volkens. Anabasis eriopoda ingår i släktet Anabasis och familjen amarantväxter. Inga underarter finns listade i Catalogue of Life.